# Niederländische Streitkräfte
Die niederländischen Streitkräfte (niederländisch Nederlandse krijgsmacht) sind die Streitkräfte des Königreichs der Niederlande.

## Organisation
Nach Art. 97. (1) der Verfassung des Königreichs der Niederlande hat die Regierung den Oberbefehl über die Streitkräfte. Die Streitkräfte umfassten im Jahr 2020 insgesamt ca. 56.000 zivile wie militärische Mitarbeiter (Berufssoldaten und Reservisten). Die allgemeine Wehrpflicht wurde 1996 auf unbestimmte Zeit ausgesetzt. Die Niederlande haben seitdem eine Berufsarmee. Im Jahr 2024 sind 21,4 Milliarden Euro Militärausgaben geplant, rund 1,95 % des BIP.
Auf das Heer entfielen im Jahr 2020 22.300 Beschäftigte. Die „Koninklijke Landmacht“ ist durch das 1. Deutsch-Niederländische Korps und einige weitere gegenseitig unterstellter Verbände und Projekte eng mit der deutschen Bundeswehr verzahnt. Es hat unter anderem Schützenpanzer vom Typ CV 90, Transportpanzer des Typs Bushmaster, die Panzerhaubitze 2000 und 200 Transportpanzer GTK Boxer.
Die Luftwaffe umfasste 2020 8.300 Personen. Aktuell nutzt sie die F-16-Abfangjäger für Luftverteidigungsaufgaben. Als Ersatz befinden sich 46 Lockheed Martin F-35 in der Beschaffung. Die Luftstreitkräfte arbeiten eng mit den Luftwaffen der anderen Benelux-Staaten Belgien und Luxemburg zusammen und haben hierzu einige bilaterale Vereinbarungen unterzeichnet. Dies umfasst u. a. gemeinsame Ausbildungsprogramme bis hin zu gemeinsamen QRA-Einsätze über allen drei Staaten.
Die Marine mit dem Marineinfanteriekorps (Korps Mariniers) und der Küstenwache umfasste 2019 10.600 Soldaten und Angestellte, von denen ca. 2500 bei der Marineinfanterie beschäftigt sind. Die Marine verfügt über sechs Fregatten, vier Hochsee-Patrouillenbooten, sechs Minenjagdboote, zwei Versorgungsschiffe, zwei amphibische Transportschiffe sowie vier Unterseeboote und weitere Unterstützungsschiffe. Sie hat ein gemeinsames Flottenkommando mit der Königlich belgischen Marine in Den Helder, das vom Admiral Benelux geführt wird, welcher bislang immer von den Niederlanden gestellt wurde.
Daneben existiert seit 1998 noch die Koninklijke Marechaussee als eigenständiger Teil der Streitkräfte mit 6400 Beschäftigten (2018), die als Militärpolizei für die Marine, das Heer und die Luftwaffe fungiert. Darüber hinaus nimmt sie auf den nationalen Flughäfen Polizei- und Sicherheitsaufgaben (einschließlich Reisepasskontrolle) wahr, ist zuständig bei der Überwachung der (ehemaligen) Grenzübergänge und bewacht die königlichen Schlösser und Residenzen und die Amtswohnung des Ministerpräsidenten.
Das „Defensie Ondersteuningscommando“ (DOSCO) als teilstreitkraftübergreifender Unterstützungsdienst wurde im April 1996 unter dem Namen „Defensie Interservice Commando“ (DICO) gegründet und hat mehr als 8600 Mitarbeiter. Er unterstützt die Teilstreitkräfte mit zahlreichen Dienstleistungen (z. B.: Catering, Personalverwaltung, Transportlogistik und sanitätsdienstlichen Betreuung) und verfügt über ca. 40 Dienstleistungszentren. Die Servicezentren sind über die gesamten Niederlande verteilt und stellen bei Bedarf ihr Personal bei Einsätzen oder Übungen aktiv zur Verfügung.
Alle Teilstreitkräfte sind auch für Frauen im Militär zugänglich, seit 2018 auch der Dienst auf U-Booten. Seit Januar 2020 gilt auch für Frauen die Wehrpflicht, die seit 1997 bestehende Aussetzung der Wehrpflicht bleibt aber bestehen.
Im April 2011 beschloss die niederländische Regierung aufgrund fehlender finanzieller Mittel eine umfassende Umorganisation und Personalreduzierung für die Streitkräfte. So wurde die Anzahl der Beschäftigten um effektiv 10.000 Personen gesenkt. Neben dem völligen Verzicht auf die Leopard-2-Kampfpanzer und die Eurocopter-Cougar-Transporthubschrauber wurden unter anderem auch die F-16-Mehrzweckkampfflugzeuge in vier Staffeln zusammengefasst und von 87 auf 58 Maschinen reduziert. Als Kampftruppe sollen langfristig nur noch drei luftmobile (in der 11 Luchtmobiele Brigade) und vier mechanisierte Infanteriebataillone (in der 13 Lichte Brigade und 43 Gemechaniseerde Brigade) sowie zwei Verbände Marineinfanterie (im Korps Mariniers) zur Verfügung stehen. Im Januar 2014 wurden schließlich 100 Kampfpanzer an Finnland verkauft, womit nur noch 16 Leopard-Kampfpanzer verblieben, die 2016 in eine (niederländische) Kompanie im deutschen Panzerbataillon 414 eingegliedert wurden. Dieses ist wiederum der „43 Gemechaniseerde Brigade“ unterstellt. Die aufgeführten Entscheidungen wurden zwischenzeitlich aufgrund der neuen Gefährdungsanalyse nach der völkerrechtswidrigen Annexion der ukrainischen Halbinsel Krim durch Russland im März 2014 teilweise zurückgenommen, haben aber dennoch bis heute (Dezember 2020) Auswirkungen.

## Teilstreitkräfte
Die niederländischen Streitkräfte gliedern sich in vier Teilstreitkräfte, jede von ihnen trägt das Adjektiv „Koninklijke“ („königliche“):
- Koninklijke Landmacht
- Koninklijke Luchtmacht
- Koninklijke Marine, einschließlich Marinefliegern und Marineinfanterie
- Koninklijke Marechaussee

## Aufgaben

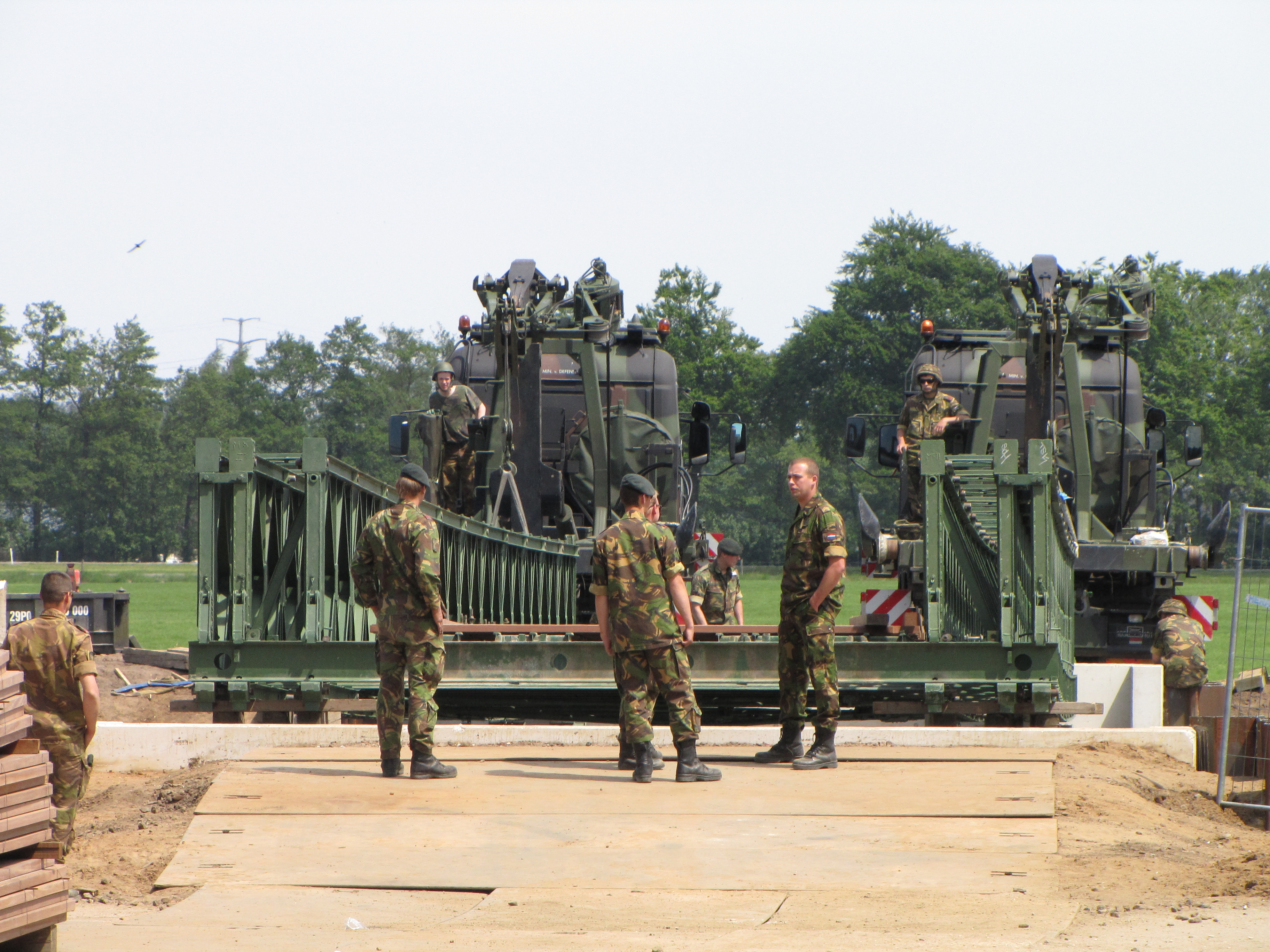
Niederländische Soldaten beim Bau einer Bailey-Brücke über die Oude IJssel, Ulft

Aufgaben sind die Verteidigung des niederländischen Staatsgebiets und das der Bündnispartner im Rahmen der NATO, internationale Einsätze im Rahmen der Vereinten Nationen sowie die Unterstützung ziviler Stellen bei der Rechtsdurchsetzung, der Katastrophenhilfe und der Leistung humanitärer Hilfe im In- und Ausland.